# 川上彌生
川上 彌生（かわかみ やよい、1905年4月17日 - 没年不明）は、日本の女優である。新字体川上 弥生、本名合田 彌生（あいだ やよい）。身長5尺（151.5センチメートル）、体重12貫500匁（46.8キログラム）。

## 人物・来歴
1905年（明治38年）4月17日に生まれる。
満20歳となった1925年（大正14年）、日活大将軍撮影所に入社、同年、三枝源次郎監督の『復讐の為めに』、若山治監督の『興廃此一戦』等に出演して映画界にデビューする。1927年（昭和2年）の高橋寿康監督作『砂絵呪縛』等の連続ものの作品に出演して、評価される。
清瀬英次郎監督の『木曽路の鴉』が1932年（昭和7年）7月8日に封切られて以降の出演作の記録がない。

## フィルモグラフィ

### 日活大将軍撮影所
1925年
- 『復讐の為めに』 : 監督三枝源次郎[2]
- 『興廃此一戦』 : 監督若山治

1926年
- 『復讐の為に』 : 監督三枝源次郎[2]
- 『孔雀の光 第一篇』 : 監督村田実 - 中納言北の方八重姫
- 『孔雀の光 第二篇』 : 監督村田実 - 八姫
- 『娘の危険時代』 : 監督伊奈精一
- 『燃ゆる情怨』 : 監督波多野安正 - 娘絹代
- 『義に鳴る虎徹』 : 監督辻吉郎 - 祇園千代香
- 『日出づる国の武士』 : 監督波多野安正 - 露野
- 『水戸黄門』 : 監督池田富保 - 君香
- 『長恨』 : 監督伊藤大輔 - その娘・雪枝、町芸者・松栄
- 『南蛮絵更紗』 : 監督波多野安正

1927年
- 『大前田英五郎』 : 監督高橋寿康 - 庵原おりん
- 『毒竜』 : 監督高橋寿康
- 『地雷火組 第一篇』 : 監督池田富保 - 芸妓幾松
- 『地雷火組 第二篇』 : 監督池田富保 - 芸妓幾松
- 『砂絵呪縛 第一篇』 : 監督高橋寿康 - 千浪（侍女）

### 日活太秦撮影所
1927年
- 『建国史 尊王攘夷』 : 監督池田富保 - 家定公奥方篤子の方
- 『砂絵呪縛 第二篇』 : 監督高橋寿康 - 千浪（侍女）
- 『槍は錆びても』 : 監督大地源太郎
- 『砂絵呪縛 完結篇』 : 監督高橋寿康 - 勝浦の娘千浪

1928年
- 『乱拍子』 : 監督吉本清濤
- 『仇討往来』 : 監督若山治
- 『続水戸黄門』 : 監督池田富保 - 妻お露
- 『高杉晋作』 : 監督若山治
- 『享保借春賦』 : 監督高橋寿康 - 叫江
- 『地雷火組 完結篇』 : 監督池田富保 - 芸妓幾松
- 『明暗道中師』 : 監督清瀬英次郎
- 『無念丸橋忠弥』 : 監督志波西果
- 『維新の京洛 竜の巻・虎の巻』 : 監督池田富保 - 近江屋おとき
- 『白蛇』 : 監督清瀬英次郎
- 『剣乱の森』 : 監督渡辺邦男 - 弁天お島

1929年
- 『雲井竜雄』 : 監督清瀬英次郎
- 『英傑秀吉』 : 監督池田富保 - 与七の女房お浪
- 『塚原小太郎 前篇』 : 監督仏生寺弥作
- 『桃咲く花』 : 監督木藤茂 - 主演
- 『火陣』 : 監督井上金太郎、片岡千恵蔵プロダクション / 日活 - 女房お仲
- 『安達元右衛門』 : 監督志波西果
- 『壁虎藤十郎』 : 監督仏生寺弥作
- 『修羅城 水星篇・火星篇』 : 監督池田富保 - お早
- 『刀を抜いて』 : 監督高橋寿康 - 高窓太夫
- 『愛染地獄 第一篇』 : 監督清瀬英次郎、片岡千恵蔵プロダクション / 日活 - お園
- 『愛染地獄 第二篇』 : 監督清瀬英次郎、片岡千恵蔵プロダクション / 日活 - お園

1930年
- 『愛染地獄 第三篇』 : 監督清瀬英次郎、片岡千恵蔵プロダクション / 日活 - お園
- 『馬子の唄』 : 監督仏生寺弥作 - 茶屋女おせん
- 『元禄快挙 大忠臣蔵 天変の巻・地動の巻』 : 監督池田富保 - 深雪太夫
- 『風雲天満双紙 第一篇』 : 監督岡田敬、片岡千恵蔵プロダクション / 日活 - お高
- 『風雲天満双紙 第二篇』 : 監督岡田敬、片岡千恵蔵プロダクション / 日活 - お高
- 『落花飛炎録』 : 監督清瀬英次郎 - その妾お艶
- 『競艶恋合戦』 : 監督渡辺邦男
- 『恋模様』 : 監督益田晴夫 - 照葉
- 『怪盗夜叉王 第一篇』 : 監督田中都留彦 - 音羽太夫
- 『怪盗夜叉王 第二篇』 : 監督田中都留彦 - 音羽太夫
- 『怪盗夜叉王 第三篇』 : 監督田中都留彦 - 音羽太夫

1931年
- 『刃影悲帖』 : 監督仏生寺弥作
- 『殉教血史 日本二十六聖人』 : 監督池田富保 - 淀君
- 『水野十郎左衛門』 : 監督清瀬英次郎、片岡千恵蔵プロダクション / 日活 - お仙

1932年
- 『乱鐘の大江戸』 : 監督益田晴夫
- 『珍客江戸征伐』 : 監督深川ひさし
- 『木曽路の鴉』 : 監督清瀬英次郎 - 飯盛りお藤

## 註
1. 1 2 3  『昭和4年度「日本俳優名鑑」映画俳優の部』、「芝居とキネマ」昭和4年1月号新春付録、1929年1月、「川上彌生」の項。
2. 1 2 3 4  川上弥生、日本映画データベース、2010年2月23日閲覧。